# Vertrag von Sankt Petersburg (1793)
Der Vertrag von Sankt Petersburg wurde am 23. Januar 1793 zwischen dem Russischen Kaiserreich und dem Königreich Preußen abgeschlossen. Die beiden Mächte kamen überein, in der Zweiten Teilung Polens, weite Teile des Königreichs Polen-Litauen unter sich aufzuteilen.

## Hintergrund

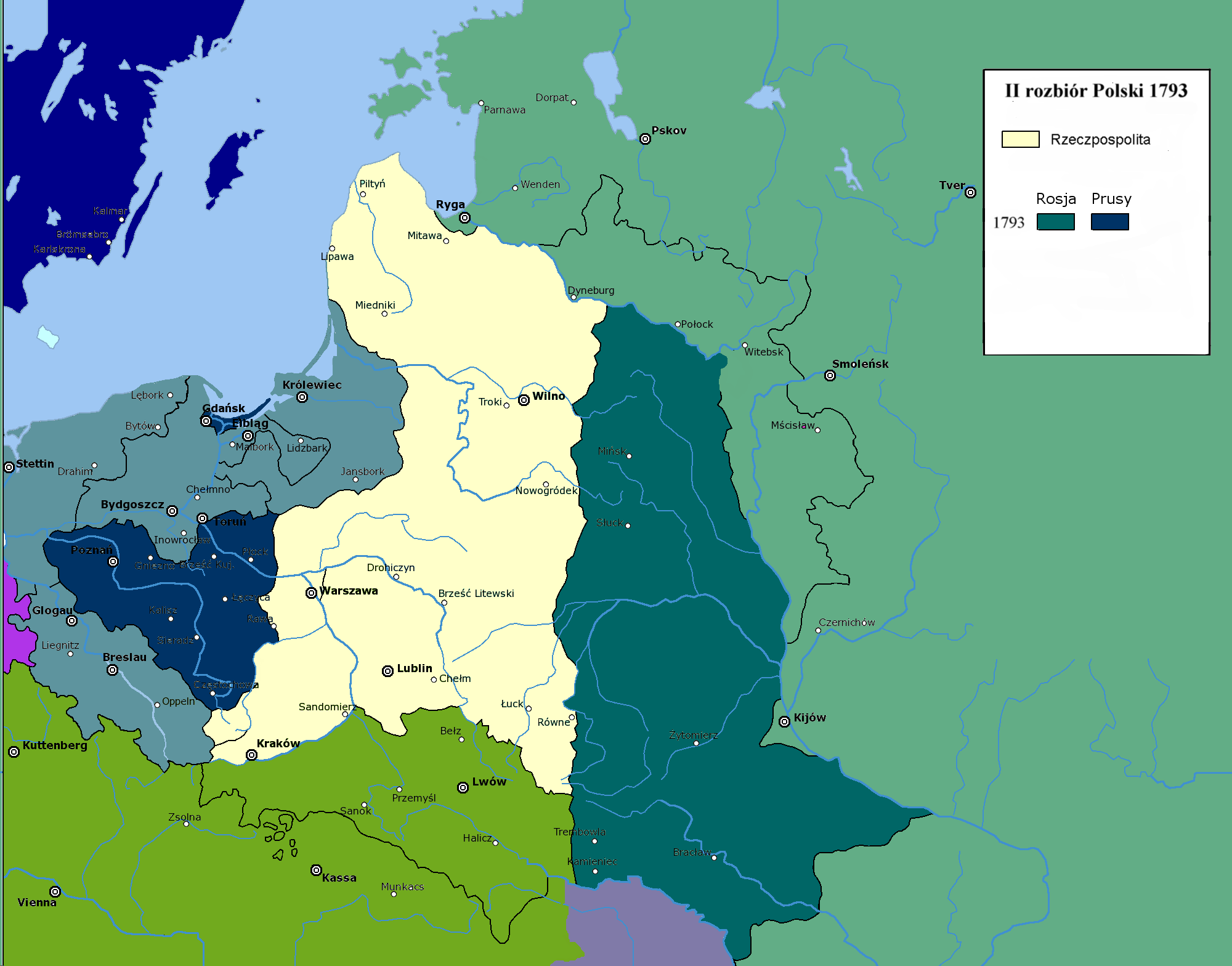
Zweite Teilung Polens, 1793

Nach dem Vertrag von Sankt Petersburg von 1772 und der Ersten Teilung Polens kam es im Königreich Polen-Litauen zu einer Reformbewegung, die im Vierjährigen Sejm auch die Verfassung vom 3. Mai 1791 erarbeitete. Nach dem Ende des Türkenkriegs drangen russische Truppen in Polen ein und Preußen weigerte sich seinen Bündnisverpflichtungen mit Polen nachzukommen, da es nicht zur Verfassungsänderung konsultiert worden sei.

## Inhalt
Am 23. Januar 1793 unterzeichneten Preußen und Russland den Vertrag von Sankt Petersburg. Katharina die Große und Friedrich Wilhelm II. teilten ohne Beteiligung Österreichs weite Teile Polens unter sich auf. Preußen sicherte sich ein Gebiet zwischen Schlesien und Ostpreußen sowie Danzig und besetzte es ab dem 24. Januar. Russland erhielt die Gebiete bis zur Dwina und dem Dnister. Polen sollte nur als kleiner Pufferstaat weiterbestehen. Unter dem Druck der Teilungsmächte fand 1793 ein Teilungs-Sejm in Grodno statt, der die Teilung absegnen musste. Es verblieb nur ein polnischer Rumpfstaat mit vier Millionen Einwohnern unter russischer Besatzung.